# Lennart Meri
Lennart Georg Meri (Tallin, 29 de marzo de 1929 - ib., 14 de marzo de 2006) fue un diplomático, escritor y político estonio, segundo presidente de la República de Estonia desde 1992 hasta 2001. 
Hijo de un diplomático estonio, durante la Segunda Guerra Mundial su familia fue deportada a un campo de trabajos forzados. Tras regresar a Estonia se licenció en la Universidad de Tartu y posteriormente trabajó como dramaturgo, productor de radio y director de cine. A partir de la década de 1960 consagró su vida a la escritura, especializándose en literatura de viajes y en cultura de los pueblos urálicos. 
Su actividad política estuvo ligada al movimiento por la independencia de Estonia de la Unión Soviética. Durante la «revolución cantada» fue uno de los fundadores del Frente Popular de Estonia (Rahvarinne), ministro de Asuntos Exteriores (1990-1992) y creador del Instituto Estonio (Eesti Instituut) para la difusión mundial de la cultura y literatura estona.
En 1992 fue elegido presidente de Estonia gracias al apoyo de los diputados nacionalistas conservadores. Nunca estuvo afiliado a ningún partido. Su mandato de nueve años estuvo marcado por el desarrollo del nuevo estado, su transición a una economía de mercado, las negociaciones con Rusia para la retirada de los últimos militares del Ejército Rojo, y la creación de alianzas con la Unión Europea y la OTAN. Reelegido en 1996, cumplió el límite de dos mandatos y en 2001 fue sustituido por Arnold Rüütel.

## Biografía

### Infancia y formación
Lennart Meri nació en Tallin el 29 de marzo de 1929, en una familia de clase acomodada. Su padre, Georg-Peeter Meri (1900-1983), había combatido en la guerra de independencia de Estonia y luego fue diplomático del nuevo estado, así como traductor de William Shakespeare al estonio, mientras que su madre Alice-Brigitta Engmann (1902-1986) era estonia de ascendencia sueca. Debido al trabajo de su padre, Lennart pasaría su infancia viajando por toda Europa y fue matriculado en nueve colegios distintos, entre ellos el Liceo Janson de Sailly de París. A lo largo de su vida profundizó en el estudio de lenguas extranjeras y en su plenitud llegaría a dominar seis idiomas distintos: estonio, finlandés, ruso, francés, alemán e inglés.
Durante la Segunda Guerra Mundial, los Meri estuvieron divididos entre quienes apoyaban y quienes rechazaban la ocupación de Estonia por parte de la Unión Soviética en junio de 1940. Los padres de Lennart estaban totalmente en contra; debido a su trabajo con la ya derrocada república estonia, en 1941 el NKVD deportaría a toda la familia a un gulag de Sverdlovsk durante cuatro años. El joven Lennart compaginó trabajos forzados con el estudio de las lenguas urálicas.
La familia Meri sobrevivió al campo de concentración y pudo regresar a Tallin en 1945. Tras completar la secundaria, Lennart obtuvo el graduado cum laude en Historia y Lingüística por la Universidad de Tartu (1953). No obstante, las autoridades soviéticas no le permitieron trabajar como historiador debido a sus antecedentes, así que tuvo que dedicarse a la dramaturgia en el Vanemuine, el primer teatro en lengua estonia. Posteriormente fue productor en la radio pública y director de cine, empleos que compaginaba con viajes por las diferentes repúblicas soviéticas.

### Obra artística
En 1964, Meri publicó el primer libro de su carrera, Tulemägede maale (en español, «A la tierra de las montañas feroces»), en el que recogía las experiencias vividas en un largo viaje por la península de Kamchatka. La obra tuvo una buena acogida entre el público estonio, en una época en la que los viajes lejanos no estaban al alcance de la mayoría de la población. Al mismo tiempo se dedicó a traducir obras de autores extranjeros al estonio, tales como Erich Maria Remarque, Graham Greene y Aleksandr Solzhenitsyn.
El siguiente de sus libros de viajes, Virmaliste Väraval («A las puertas de la luz del Norte», 1974), se convirtió en un éxito de ventas en la Unión Soviética y fue traducido al finés en 1977, dentro de una antología de autores soviéticos. A diferencia de su primer trabajo, Meri combinó esta vez su experiencia personal en el estrecho de Bering con los testimonios de otros afamados exploradores sobre la misma zona. El resto de sus publicaciones son Hõbevalge (1976), en la que repasa la historia de los países bálticos; Lähenevad rannad (1977), un relato sobre el meridiano 130; y Hõbevalgem (1983), sobre el periodo prehistórico en suelo estonio. Por toda su obra el autor fue nombrado «miembro honorario» de la Sociedad Literaria Finesa en la década de 1970.
Desde 1963 estuvo afiliado a la Unión de Escritores Estona, de la que llegaría a ser representante internacional.
Además, Meri produjo varios documentales. El más importante de su carrera, Linnutee tuuled («Los vientos de la Vía Láctea», 1977), era una coproducción húngaro-finesa sobre tradiciones de los urálicos que fue premiada con una medalla de plata en el Festival de Cine de Nueva York, aunque nunca llegaría a estrenarse en la Unión Soviética.

## Trayectoria política
Lennart Meri no pudo marcharse de los países comunistas hasta que en los años 1970 se le concedió un salvoconducto. El intelectual aprovechó esa oportunidad para viajar frecuentemente a Finlandia y establecer contacto con diplomáticos, periodistas y refugiados del Báltico. Todo ello le convirtió en uno de los portavoces de la causa nacional estonia en el bloque occidental.
Durante la Revolución Cantada, Meri ayudó a crear el Frente Popular de Estonia (Rahvarinne), la asociación que abogaba por restaurar la independencia, y en 1989 fundó el Instituto Estonio (Eesti Instituut) para «la promoción de la cultura estonia en el extranjero»; en la práctica, esta organización no gubernamental era uno de los enlaces diplomáticos más importantes con Occidente.
En abril de 1990, Meri fue nombrado ministro de Asuntos Exteriores de la república de Estonia por el gobierno del primer ministro Edgar Savisaar, con el objetivo de crear un cuerpo diplomático, garantizar la seguridad energética, negociar con la URSS y conseguir la aceptación internacional de una futura república, para lo que organizaría una gira con los también ministros de Lituania y Letonia. El país proclamaría finalmente su independencia el 20 de agosto de 1991, reconocida por los soviéticos un mes más tarde.
Meri se mantuvo en el cargo hasta marzo de 1992. Al poco tiempo fue nombrado embajador de Estonia en Finlandia.

## Presidencia de Estonia
Lennart Meri ha sido presidente de Estonia desde el 6 de octubre de 1992 hasta el 8 de octubre de 2001, bajo cuatro primeros ministros: Mart Laar (1992-1994 y 1999-2002), Andres Tarand (1994-1995), Tiit Vähi (1995) y Mart Siimann (1995-1997).
La nueva constitución restablecía la presidencia de Estonia como jefatura del Estado, aunque con poderes limitados respecto a otros periodos. Tres meses después de su ratificación, el 20 de septiembre de 1992 se celebraron a la vez las elecciones legislativas y las presidenciales, a las que Lennart Meri se presentaría con el apoyo de la coalición nacionalista conservadora «Bloque de la Patria». En la votación popular, el diplomático obtuvo un 28% de los sufragios y quedó por detrás de Arnold Rüütel. Sin embargo, el vencedor no había superado el 50% y fue necesaria una segunda votación en el Riigikogu, donde los nacionalistas tenían mayoría. De este modo, Meri fue elegido presidente por 59 votos a 31.
El primer tramo presidencial (1992-1996) estuvo ligado al desarrollo de Estonia como estado independiente, con dos asuntos sobre la mesa: la transición a una economía de mercado, de la cual era defensor, y la implicación de la minoría rusa. En junio de 1993, el Riigikogu aprobó una polémica ley de extranjería que restringía derechos a los rusohablantes, y a la que Rusia respondió cortando el suministro de petróleo. Para solucionar el conflicto, el presidente tuvo que suspender la aprobación. Un año más tarde, Meri se reunió con Boris Yeltsin para firmar la salida de los últimos efectivos del Ejército Rojo del país, a cambio de permisos de residencia para los pensionistas rusoestonios que quisieran quedarse. Todo ello estuvo marcado por la inestabilidad política, primero con la caída del gobierno de Mart Laar al perder una moción de confianza y después con un escándalo de escuchas ilegales que forzaría la renuncia del ejecutivo de Tiit Vähi.
Meri fue reelegido en los comicios de 1996 para un periodo de cinco años. La popularidad del presidente se vio reforzada por el crecimiento económico y una mayor estabilidad. En 2001, Estonia y Rusia firmaron un acuerdo bilateral de comercio y cooperación. Al mismo tiempo, el país báltico inició las negociaciones para su ingreso tanto en la Unión Europea como en la OTAN, con la celebración de la Convención sobre el Futuro de Europa como mayor hito.
El 8 de octubre de 2001, Meri tuvo que dejar el cargo por límite de mandatos y fue sustituido por Arnold Rüütel. Dos años más tarde hizo campaña por el «sí» en el referendo de adhesión a la Unión Europea de 2003.

## Muerte

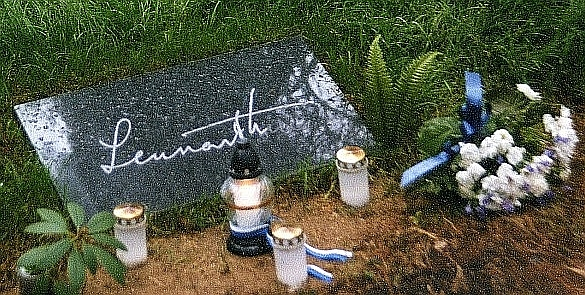
Tumba de Lennart Meri en Tallin.

En 2005 se hizo público que a Lennart Meri se le había detectado un tumor cerebral en un chequeo médico. A pesar de ser sometido a operaciones para extirpárselo, las células cancerígenas se habían expandido a otras partes del cuerpo. Después de permanecer ingresado en el hospital de Tallin durante meses, el expresidente falleció el 14 de marzo de 2006, a quince días de su 77.º cumpleaños.
El presidente de Estonia, Arnold Rüütel, le recordó en un discurso como «el hombre que ha restaurado la presidencia y construido la República de Estonia en el sentido más amplio de la palabra». Se organizó un funeral de estado al que asistieron la presidenta de Finlandia, Tarja Halonen, que aseguraría que «la nación finesa ha perdido a un verdadero amigo y el mundo, un gran estadista que lideró la construcción del escenario posterior a la Guerra Fría», y el expremier sueco Carl Bildt, entre otras autoridades.
En 2009, el gobierno de Estonia anunció que el aeropuerto de Tallin pasaría a llamarse «aeropuerto Lennart Meri-Tallin».

## Vida personal
Lennart Meri estuvo casado dos veces. Su primera esposa fue Regina Meri, con la que llegó a tener dos hijos: Mart Meri (1959) y Kristjan Meri (1966). Tras divorciarse, el expresidente mantuvo una larga relación con Helle Pihlak, actriz titular del Teatro Estonio de Dramaturgia y expareja de Eino Tamberg. Ambos tuvieron una hija, Tuule Meri (1985), y no se casaron hasta que ella pudo retirarse de los escenarios en 1992. Además tuvo cuatro nietos.
Su hermano menor, Hindrek-Peeter Meri (1934-2009), fue diplomático durante la RSS de Estonia y tras la independencia estuvo trabajando en el Banco de Estonia. Uno de sus primos, Arnold Meri (1919-2009), se alistó en el Ejército Rojo durante la Segunda Guerra Mundial y subió de rango hasta ser condecorado con la Estrella de Oro del Héroe de la URSS; en los últimos años de su vida fue investigado por haber participado en las deportaciones masivas de bálticos de 1949.

## Bibliografía

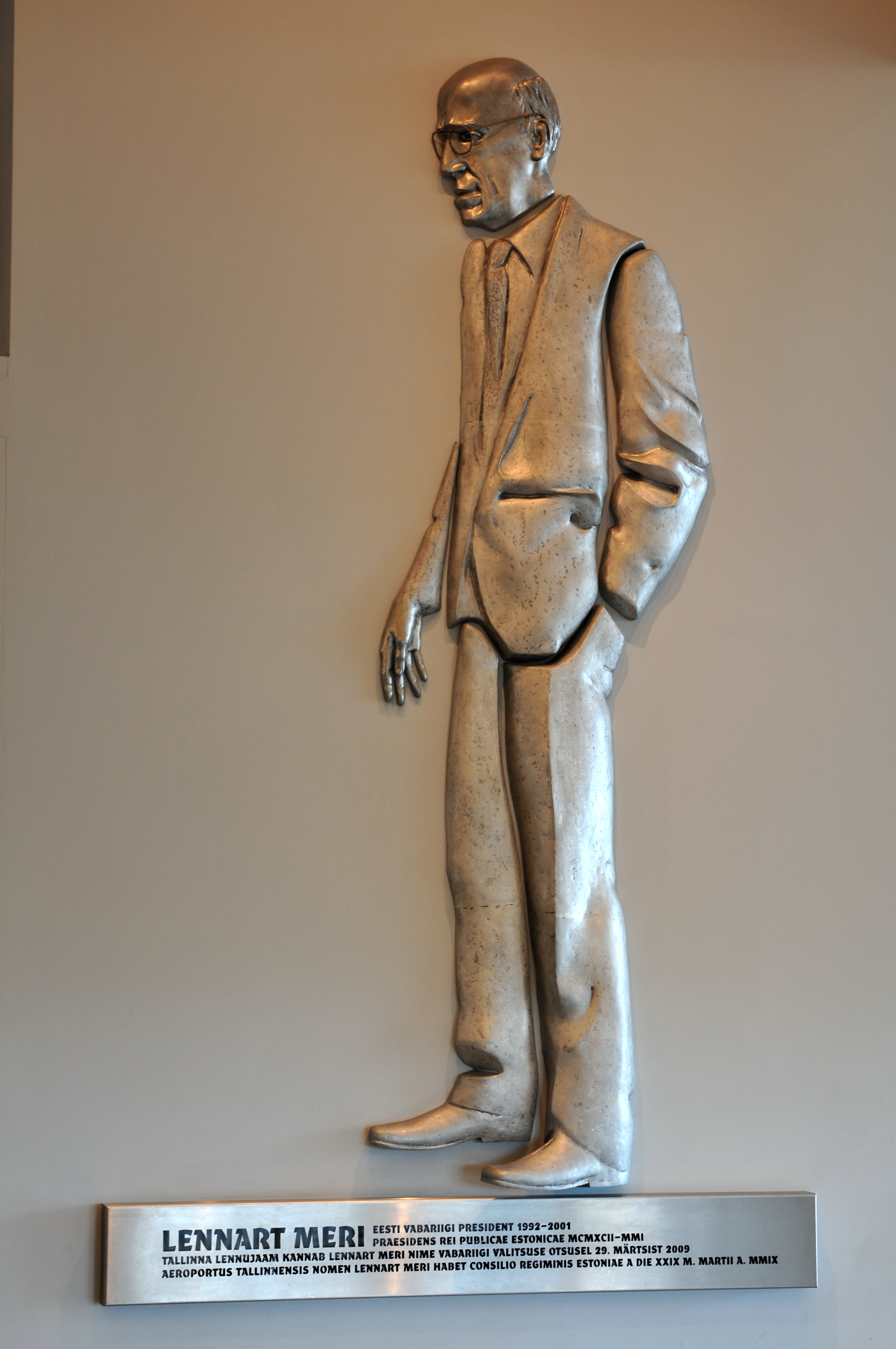
Representación de Lennart Meri en el aeropuerto de Tallin.